# Ácido eudesmico
Ácido eudesmico es un O-metilado del ácido trihidroxibenzoico. Se puede encontrar en especies de Eucalyptus